# Kevin Sheedy
Kevin Mark Sheedy (21 d'octubre de 1959) és un exfutbolista irlandès de la dècada de 1980, nascut a Gal·les.
Fou 46 cops internacional amb la selecció de la República d'Irlanda amb la que participà en la Copa del Món de futbol de 1990.
Pel que fa a clubs, defensà la major part de la seva carrera els colors de l'Everton, jugant també a Hereford United, Liverpool, Newcastle United i Blackpool.

## Palmarès
Liverpool
- Football League Cup (1): 1982

Everton
- Football League First Division (2): 1984-85, 1986-87
- FA Cup (1): 1984
- Recopa d'Europa de futbol (1): 1985
- FA Charity Shield (4): 1984, 1985, 1986 (compartit), 1987

Newcastle United
- Football League Championship (1): 1992-93